# Beaufort (Isère)
Beaufort – miejscowość i gmina we Francji, w regionie Owernia-Rodan-Alpy, w departamencie Isère.
Według danych na rok 1990 gminę zamieszkiwało 406 osób, a gęstość zaludnienia wynosiła 47 osób/km² (wśród 2880 gmin regionu Rodan-Alpy Beaufort plasuje się na 1229. miejscu pod względem liczby ludności, natomiast pod względem powierzchni na miejscu 1230.).